# Jacob Baden

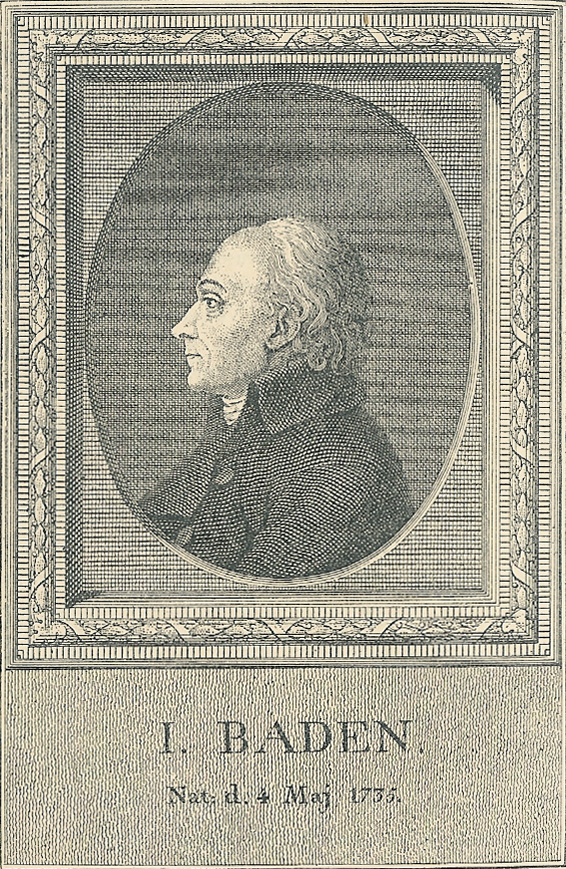
Jacob Baden

Jacob Baden (* 4. Mai 1735 in Vordingborg; † 5. Juli 1804 in Kopenhagen) war ein dänischer Philologe.

## Leben
Seine Eltern waren der Rektor der Lateinschule in Vordingborg Jacob Baden und dessen Frau Else Jacobine From, Tochter des Amtsverwalters von Antvorskov. Am 4. Februar 1763 heiratete er seine Nichte Sophie Louise Charlotte Klenow.
Als Baden zwei Jahre alt war, starb sein Vater. Er ging in Vordingborg auf die Lateinschule und begann 1750 sein Studium in Kopenhagen und legte das theologische Staatsexamen ab. 1756 trat er mit öffentlicher Unterstützung eine Auslandsreise an, die ihn zunächst nach Göttingen führte, wo der Orientalist Johann David Michaelis großen Eindruck auf ihn machte und ihn zum Studium der alten Sprachen ermunterte. Von Göttingen reiste er weiter nach Leipzig, wo er bei Christian Fürchtegott Gellert und Johann August Ernesti studierte. Nach einem Jahr in Leipzig kehrte er 1760 nach Kopenhagen zurück. Dort erwarb er den Magistergrad in Philosophie. Er las an der Universität über die deutsche Sprache und war Anhänger von Professor Jens Schielderup Sneedorff (1724–1764), der die Unterweisung in den schönen Künsten für wichtiger als die streng logisch-mathematische Methode hielt. Dieser hatte allerdings nur wenig Zulauf; denn die Studierenden glaubten, dass diese Einstellung vom normalen und gründlichen Universitätsstudium abhalte. Man misstraute auch dem vom neumodischen Leipzig heimgekommenen Baden, der einen Lehrstuhl für Ästhetik einrichten wollte. Die allgemeine Strömung war seinem beruflichen Fortkommen nicht günstig. 1762 wurde er Rektor des Pädagogiums in Altona. Das Pädagogium war im Niedergang begriffen, und sein Gehalt war knapp. Außerdem mischte sich Johann Bernhard Basedow in seine Arbeit ein und behinderte ihn. 1766 wechselte er daher in das Konrektorat in Helsingør. Das Amt in Helsingør stellte keine Verbesserung gegenüber Altona dar, aber er hoffte auf die Nachfolge des schon alt gewordenen Rektors. Da sein Amt ihm viel Zeit ließ, begann er 1767 monatliche Beilagen zu Adressekontorets Efterretninger (Nachrichten des Adresskontors) zu verfassen, die Rezensionen dänischer Schriften enthalten sollten. Außerdem übernahm er 1768 bis 1772 die Redaktion von Kritisk Journal und von 1774 bis 1779 des Ny kritisk Journal. Seine kenntnisreichen Kritiken übten einen großen Einfluss aus.
Als 1771 die Universitätsreform anstand, veröffentlichte er anonym die Schrift „Upartisk Undersøgelse, om de akademiske Examina ere Videnskaberne og Lærdommen til Gavn eller Skade“ (Unparteiische Untersuchung, ob die akademischen Examina für die Wissenschaften und die Lehre von Nutzen oder zum Schaden sind) und schlug darin vor, nach deutschem Vorbild das Examen artium abzuschaffen und außerdem die Schulaufsicht in jeder Provinz einem Kollegium der gelehrtesten Leute der Provinz und nicht nur Geistlichen zu übertragen. Kurz darauf folgte ein weiterer anonym verfasster Artikel „Raisonnements over Kjøbenhavns Universitet“, worin insbesondere über das schädliche Monopol der Universität geklagt wurde. Im gleichen Jahr bekam er die erhoffte Rektorenstelle, die er dann neun Jahre innehatte. Er besorgte mehrere Klassikerausgaben für den Schulgebrauch.
1780 wurde er Professor der Rhetorik. Er begann seine Vorlesungen über die dänische Sprache. In dieser Zeit war er auch Sekretär von „Selskabet til de skjønne Videnskabers Forfremmelse“ (Gesellschaft zur Förderung der schönen Wissenschaften). Er gab von 1793 bis 1801 eine Quartalsschrift Kjøbenhavns Universitets-Journal heraus, in der er neben den Anliegen der Universität auch weiterhin Kritiken schrieb. Darin wandte er sich auch gegen den hemmungslosen Radikalismus seiner Zeit. Er war so von seiner Wissenschaft gefangen, dass ihm jeglicher Sinn für das reale Leben abging. Mitten in der Seeschlacht von Kopenhagen vertiefte er sich in einen lateinischen Dichter. Er fand, das Bombardement sei nicht seine, sondern des Staates Angelegenheit.
1794/95 amtierte er als Rektor der Universität Kopenhagen. In den letzten Jahren war er von Gicht so geplagt, dass er den Weg von seiner Wohnung zur Universität nur auf einen Diener gestützt zurücklegen konnte.

## Bedeutung
Seine Bedeutung für die klassische Philologie in Dänemark liegt in der Abfassung von Schulbüchern für den Lateinunterricht, insbesondere seine „Grammatica Latina, det er Anvisning til det latinske Sprog“ 1782. Durch königliches Privileg vom 4. April 1782 löste seine Grammatik die bis dahin gebräuchliche Grammaticae Latinae praecepta in compendio von Søren Anchersen in Dänemark und Norwegen ab. In Altona hatte er Sneedorffs Briefe ins Deutsche und die Biographie des Feldherrn Gnaeus Iulius Agricola des Tacitus und die Cyropädie des Xenophon ins Dänische übersetzt, eine dänische Grammatik mit einer Chrestomathie und eine griechische Grammatik verfasst. Sein lateinisch-dänisches Lexikon lehnte sich an Novus Linguae Et Eruditionis Romanae Thesaurus von Johann Matthias Gesner an, war aber doch sehr selbständig. Er löste den Nucleus latinitatis von Hans Gram und andere lexikalische Arbeiten, mit denen man sich bis dahin begnügen musste, ab. Doch war es nicht einfach, sein Buch zu benutzen; denn er sortierte die Wörter nach ihrer etymolischen Ordnung. Nur die Hinweise auf das Stammwort, unter dem man die Wörter finden konnte, waren alphabetisch geordnet. Daher benutzte man weiterhin gerne das lateinisch-deutsche Wörterbuch von Scheller. Erst sein Sohn Torkil Baden führte die rein alphabetische Ordnung in einer Neuauflage 1815 durch. 1788 verfasste er als dritten Teil ein dänisch-lateinisches Wörterbuch, das völlig neu konzipiert werden musste, da es bis dahin so etwas in Dänemark noch nicht gab. Seine Textausgaben für den Schulgebrauch der Fabeln von Phaedrus von 1777, Vergil (1778–1780), Horaz (1793) und weitere waren ein Fortschritt im lateinischen Unterricht. Dagegen ist seine griechische Grammatik (nur Formlehre) mit der kleinen Chrestomathie aus dem neuen Testament und Äsops Fabeln (1764) missglückt.
Auch für die dänische Sprache war er von Bedeutung. Es war die Zeit der „Sprachreinigung“. Er beteiligte sich an ihr durch seine Afhandling om Sprogets Berigelse ved nye Ord og Vendinger (Abhandlung über die Bereicherung der Sprache durch neue Wörter und Wendungen), gedruckt als Anhang zu seinem Forsøg til en Oversættelse af Tacitus (Versuch einer Übersetzung des Tacitus). Von Bedeutung waren auch seine Vorlesungen über die dänische Grammatik, die 1785 als Forelæsninger over det danske Sprog eller ræsonneret dansk Grammatik erschienen. Sie war im Wesentlichen auf die Arbeiten früherer Forscher aufgebaut. Aber sie führten letztendlich zur Kanonisierung der dänischen Schriftsprache.